# Глиструп, Могенс
Могенс Глиструп (дат. Mogens Glistrup; 28 мая 1926, Рённе — 1 июля 2008, Копенгаген) — датский юрист и политик, специалист по налоговому праву, основатель либертарианской Партии прогресса. Возглавлял антиналоговое и антибюрократическое популистское движение. Автор различных схем ухода от налогов. Дважды осуждён за неуплату налогов и расистские высказывания. Был известен эпатажным политическим стилем.

## Богатый адвокат
Родился в семье преподавателя физики и химии. Окончил юридический факультет Копенгагенского университета. На экзамене по государственному праву добился одного из лучших результатов в истории датского образования. Часто совершал велосипедные поездки по стране, регулярно бывал за границей.
Работал адвокатом по финансовому праву. В 1952—1955 Могенс Глиструп был адвокатом Верховного суда. С 1956 по 1963 преподавал налоговое право в Копенгагенском университете.
В 1950 Могенс Глиструп женился на Лене Свендсен, дочери владельца крупнейшей в Дании юридической фирмы. Стал деловым партнёром тестя и совладельцем фирмы. После кончины тестя унаследовал фирму в качестве единственного владельца. Специализировался на налоговом праве, вырабатывал легальные схемы ухода от обложения. Сотрудничал в качестве юрисконсульта с магнатом-туроператором Симоном Списом, «датским королём путешествий». Обладал большим финансовым состоянием.

## Антиналоговый политик
Общенациональную известность Могенс Глиструп приобрёл 30 января 1971. Выступая по телевидению, он резко критиковал налоговую политику социал-либерального правительства. Налогоплательщиков, старающихся уйти от обложения, Глиструп сравнил с бойцами Сопротивления. Он показал свои налоговые документы, в которых ставка подоходного налога значилась 0 % — при том, что годовой доход преуспевающего адвоката достигал тогда 800 тысяч крон. Этим Глиструп демонстрировал возможность противостоять «налоговому грабежу».
Выступление Глиструпа сделало его крупным политиком. Государственно-политическая элита отнеслась к нему с крайней враждебностью. Премьер-министр Дании социал-демократ Анкер Йёргенсен заявил, что Глиструпа следует предать суду. Несколько правых партий предложили ему сотрудничество. Консервативная народная партия внесла Глиструпа в свой предвыборный список. Однако Глиструп предпочёл самостоятельную политику.
22 августа 1972 в ресторане Grøften (копенгагенский Парк Тиволи) Могенс Глиструп основал Партию прогресса — популистское антиэтатистское движение. Основными установками партии являлись отмена подоходного налога, радикальное сокращение госсектора, госаппарата и государственного вмешательства в экономику, максимальное упрощение законодательства. Такая «анархо-либертарианская» программа в сочетании с эпатажным популистским стилем обеспечила партии Глиструпа крупный электоральный успех. Результаты парламентских выборов 1973 Партия прогресса получила 485 тысяч голосов — почти 16 % — и сформировала в фолькетинге фракцию из 28 депутатов. Это было вторым результатом после социал-демократов.
Депутатом фолькетинга стал и сам Могенс Глиструп. С тех пор он шесть раз избирался в датский парламент. Глиструп оставался депутатом до ареста в 1983 году и впоследствии ещё возвращался в фолькетинг.
Результат 1973 года был наибольшим электоральным успехом Партии прогресса. Массовая поддержка была очевидна. Партия сохраняла фракцию в фолькетинге до 2001. Но при этом партия не отстроила чёткой оргструктуры. Партию прогресса фактически представляла только парламентская фракция, не имевшая организационных связей с массовой базой. Могенс Глиструп выступал в качестве реального лидера, но формально не занимал председательского поста.

## Критик системы
Позиции Глиструпа и его партии, яростная антиналоговая направленность, привели к политической изоляции. Датские социал-демократы, либералы и консерваторы единым фронтом выступали против «анархиста-популиста», «главаря преступной группировки», дестабилизировавшего политическую систему.

Основатель партии — М. Глиструп является эксцентричным миллионером, который, как и большинство богатых людей (впрочем, как и бедных), всегда стремился уменьшить свои налоговые отчисления. Однако в рамках доминировавшего в Дании в 1970-х годах (и доминирующего поныне) политического дискурса это стремление не принято афишировать. На заявления о ненужности уплаты налогов в доминирующем политическом дискурсе наложено табу.

В силу этого парламентская деятельность Глиструпа была в основном деструктивной. Он изобретал всевозможные способы досадить парламентскому большинству. Глиструп вносил на заседаниях сотни поправок к различным законам с единственной целью — заставить потерять время на обсуждение и голосование. Особенно жёсткой критике подвергал Глиструп налоговое министерство Дании, созданное в 1975. В то же время Партия прогресса и лично Могенс Глиструп пользовались среди избирателей значительной популярностью. Антиналоговая и — шире — антибюрократическая риторика находила отклик в массах.

История Глиструпа — это история борьбы датского истеблишмента с критиком системы, который поднял бунт против растущей бюрократии, налогового пресса, «джунглей закона», оскорбляющих гражданина. Вместо того, чтобы принять его вызов и попытаться решить проблемы, политики стали его преследовать, превращать в карикатуру на самого себя. Проблемы государства всеобщего благосостояния,
 на которые он указывал — те же, с чем приходится бороться сегодня.

## Упоминания в СССР
Деятельность Глиструпа была замечена в СССР и подвергалась резкой критике. Глиструп характеризовался советской пропагандой как «крайний реакционер», Партия прогресса как «крайне правая» и «самая реакционная в Дании».

В Советском Союзе Глиструпом буквально пугали детей. Школьный учебник государства и права рассказывал, как «реакционный депутат миллионер Глиструп» сотню раз заставлял других депутатов вставать и садиться (такова была процедура голосования в фолькетинге), отвергая свои надуманные поправки. Просто так, из вредности. Чтоб жизнь на деньги налогоплательщиков мёдом не казалась.

При этом интересно, что, хотя Глиструп был антикоммунистом и придерживался антисоветских позиций, эти мотивы не были для него ведущими. Партия прогресса даже высказывалась за выход Дании из НАТО (как и из ООН). Известно эпатажное предложение Глиструпа поставить в Командовании обороны Дании (аналог генштаба) автоответчик с записью «Мы сдаёмся» на русском языке — дабы избежать кровопролития, сэкономить силы и средства, поскольку в случае войны Дания в любом случае не защищена.

## Национализм, исламофобия и партийные конфликты
В 1983 году Могенс Глиструп был арестован и предстал перед судом по обвинению в неуплате налогов. Он был признан виновным и приговорён к тюремному заключению. Находился в тюрьме с августа 1983 по март 1985. В период заключения Глиструпа руководство Партией прогресса перешло к его заместителю Пиа Кьерсгор.
В позиции Глиструпа произошёл заметный сдвиг — вместо анархо-либертарных и антибюрократических установок на первый план стали выдвигаться националистические, антииммигрантские и антимусульманские лозунги. Он требовал запретить въезд в Данию из стран Азии и Африки. Он резко критиковал либерализацию закона об иностранцах. Особенно критично высказывался Глиструп об иммиграции мусульман, в отношении которых позволял пренебрежительные характеристики и призывал не допускать их в Данию. Именно в этот период Партия прогресса — в лице лидера и его сторонников — стала приобретать некоторые ультраправые черты. Это привело к расколу в партийном руководстве и ослабило позиции Глиструпа.
На выборах 1987 Могенс Глиструп вновь был избран в фолькетинг от Партии прогресса. Однако в 1990 руководство во главе с Кьерсгор вывело Глиструпа из партийной парламентской фракции. Конфликт завершился тактической победой Глиструпа — в 1995 Пиа Кьерсгор и её сторонники покинули Партию прогресса и учредили Датскую народную партию. Однако Партия прогресса уже не смогла восстановить позиций 1970-х и даже 1980-х годов. На выборах 2001 партия впервые не получила представительства в фолькетинге — зато Датская народная партия собрала 12 % голосов.
В 2003 Глиструп был привлечён в суду и подвергнут 20-дневному аресту за исламофобские высказывания. На следующий год у него возник конфликт с партией, который удалось урегулировать в 2005. Взаимные претензии (в том числе финансовые) были сняты, Могенс Глиструп получил статус почётного члена Партии прогресса.
Скончался Могенс Глиструп в возрасте 82 лет.

## Семья и личность
В браке с Лене Глиструп (Свендсен) Могенс Глиструп имел сына Йёргена и дочерей Еву, Анне-Мари, Эльзе.
Могенс Глиструп был человеком раскованным, в общении прямолинейным, но при необходимости способным проявлять дипломатичность. При этом в нём не замечалось «буржуазной основательности». Взрывная эмоциональность — например, быстрый переход от дружеской шутки к устрашающему упрямству и давлению — являлась как сильной, так и слабой стороной характера. Есть предположение, что резкая смена акцентов — «с налоговых проблем на мусульманские» — подорвавшая политические позиции Глиструпа, определялась именно этой его чертой.
Могенс Глиструп отличался уникальной работоспособностью, доходившей до трудоголизма. В детстве и юности увлекался футболом, но в зрелости был равнодушен к здоровому образу жизни — много курил, употреблял много булок с марципанами.

## Память и значение
Личность Могенса Глиструпа вызывает в Дании большой интерес. Его идеи встречают поддержку, политическая практика — широкое одобрение, как освободительная борьба. Глиструпа причисляют к «самым выдающимся людям в истории Дании».

Наши политические расхождения известны, но Дании есть за что благодарить Могенса Глиструпа. Он был выдающимся новатором. Он сумел заранее увидеть проблемы современности и начать необходимое обсуждение. К сожалению, его спорный стиль часто омрачал содержание. Но потомки будут помнить Могенса Глиструпа.

Пиа Кьерсгор

Двухтомную биографию Глиструпа написала дочь Анне-Мари.
В 2013 году режиссёр Кристоффер Боэ снял фильм-драму Spies & Glistrup. Роль Могенса Глиструпа исполнил Николас Бро. Однако эта картина вызвала резкую критику сына и дочерей Могенса Глиструпа. Йёрген Глиструп посчитал фильм фактологически недостоверным и ориентированным на дешёвую сенсационность.
Под влиянием Могенса Глиструпа и Партии прогресса создал Партию Сконе шведский политик Карл Херслоу.